# Chika Ikogwe
Chika Ikogwe (Lagos, 23 de setembro de 1990) é uma atriz e roteirista nigeriana-australiana. Chika é conhecida pelo seu trabalho em Mikki vs the World (2021-22), Heartbreak High (2022), Zona de Risco (2024) e O Turista (2022).

## Biografia
Chika Ikogwe é uma recém-formada em atuação pelo The National Institute of Dramatic Art (NIDA, 2019) na Austrália. Antes de começar seu Bacharelado em Belas Artes (Atuação) no NIDA em 2016, Chika estudou no The Victorian College of the Arts, no curso de Bacharelado em Belas Artes (Prática Teatral) em 2015. Como atriz, Chika trabalhou extensivamente na indústria e pode ser vista na série de televisão vencedora do Emmy, Heartbreak High na Netflix, em Mikki vs the World da ABC e no longa-metragem Zona de Risco ao lado de Russell Crowe.
Seu primeiro papel recorrente foi em The Moth Effect, em 2021, e ela ganhou dois prêmios da Academia Australiana de Cinema e Televisão em 2022. Mais recentemente no palco, Chika desempenhou o papel principal de Cleo na temporada Seven Methods of Killing Kylie Jenner, dirigido por Shari Sebbens e Zindzi Okenyo, e que esgotou a bilheteria; pelo qual recebeu o Prêmio Greenroom de Artista Excepcional. Ela também esteve em Fangirls, Dance Nation e The Wolves. Ikogwe recebeu o Prêmio de Teatro de Sydney de Melhor Revelação pela sua atuação em Fangirls e The Wolves.
Como escritora, Chika escreveu para a Stan, a ABC, e tem uma série de trabalhos originais em desenvolvimento, incluindo a série de TV Just Chidi Things, que terá produção executiva de Rose Byrne, Joy, the Musical! em colaboração com a Mischief Media & Every Cloud Productions, e Ogechi's Salon em colaboração com a Beyond Entertainment.

## Prêmios
| Ano  | Prêmio                           | Categoria                          | Ref.   |
| ---- | -------------------------------- | ---------------------------------- | ------ |
| 2018 | Prêmio BBM Youth Support         | Drama                              | [ 12 ] |
| 2018 | Prêmio Leslie Walford AM         | Atores formandos                   | [ 13 ] |
| 2019 | Prêmio de Teatro de Sydney       | Melhor Revelação                   | [ 14 ] |
| 2020 | Bolsa de Estudos ATYP Rose Byrne | Líder Feminina Emergente nas Artes | [ 15 ] |
| 2022 | Prêmio Glorias                   |                                    | [ 16 ] |
| 2024 | Prêmio Greenroom                 | Artista Excepcional                | [ 17 ] |

## Filmografia

### Filmes
| Ano  | Título                          | Personagem             |
| ---- | ------------------------------- | ---------------------- |
| 2016 | Dream of a Shadow               | Dona do bar            |
| 2022 | Unravelling                     | Zira                   |
| 2024 | Zona de Risco                   | Staff Sgt. Nia Branson |
| 2024 | Godzilla x Kong: The New Empire | Sra. Cardogan          |

### Séries
| Ano  | Título             | Personagem        |
| ---- | ------------------ | ----------------- |
| 2021 | The Moth Effect    | Garota açougueira |
| 2021 | Mikki vs the World | Mikki             |
| 2022 | The Tourist        | Ashleigh          |
| 2022 | Heartbreak High    | Jojo Obah         |

### Musical
| Ano  | Título                                  | Personagem |
| ---- | --------------------------------------- | ---------- |
| 2016 | Fluir & Jesse Marantz: I Gotta Have You | Dançarina  |